# Kurt Koffka
Kurt Koffka (Berlim, 18 de março de 1886 – Northampton, Massachusetts, 22 de novembro de 1941) foi um psicólogo da Gestalt. Em 1909 recebeu doutorado pela Universidade de Berlim. Junto com Wolfgang Köhler, tornou-se assistente na Universidade de Frankfurt, onde trabalhou com Max Wertheimer.
De 1911 a 1927 lecionou na Universidade de Giessen. Lá escreveu O Desenvolvimento da Mente (1921). No ano seguinte ele introduziu o programa Gestalt com um artigo na Psychological Bulletin nos Estados Unidos. A partir de 1927, Kurt lecionou nos Estados Unidos no Smith College, publicando a obra Princípios da Psicologia da Gestalt (1935).